# Schnabeltasse
Eine Schnabeltasse ist eine Tasse mit einem schnabelartig zulaufenden Mundstück. Das Getränk fließt somit direkt in den Mundraum und die Lippen müssen nicht gespitzt werden, wie bei gewöhnlichen Tassen und Gläsern. Angeblich soll sie in Böhmen zur Verwendung bei Trinkkuren erfunden worden sein. Heute findet die Schnabeltasse außer bei bettlägerigen Kranken auch bei Kindern und älteren Menschen Verwendung, um ihnen das Trinken zu erleichtern. Bekannt ist auch der Schnabelbecher, der eine Kombination aus Plastikbecher und Schnabelaufsatz darstellt.
Schnabeltassen in der Krankenpflege:

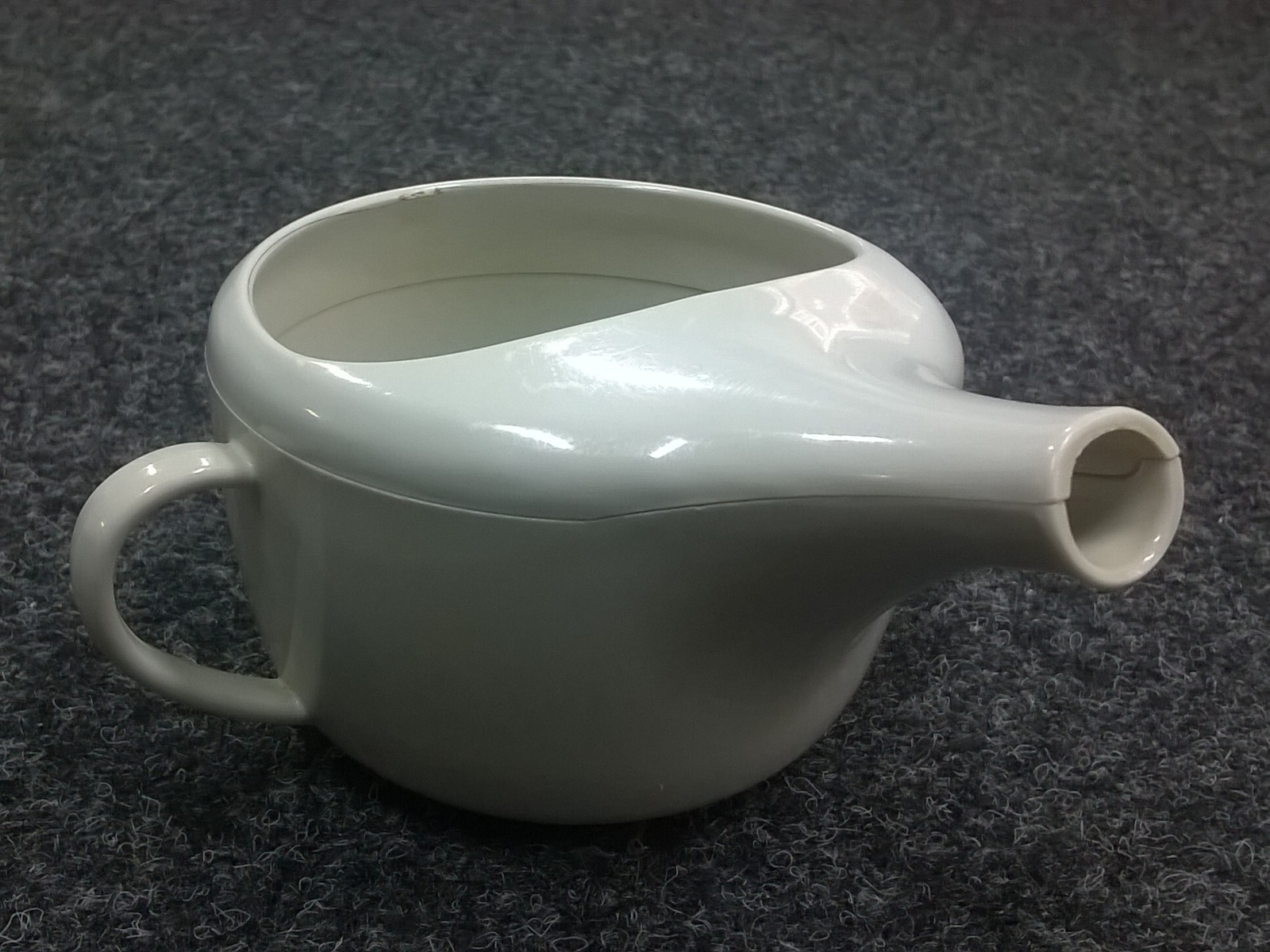
Zweiteilige Schnabeltasse aus Kunststoff (um 1970)
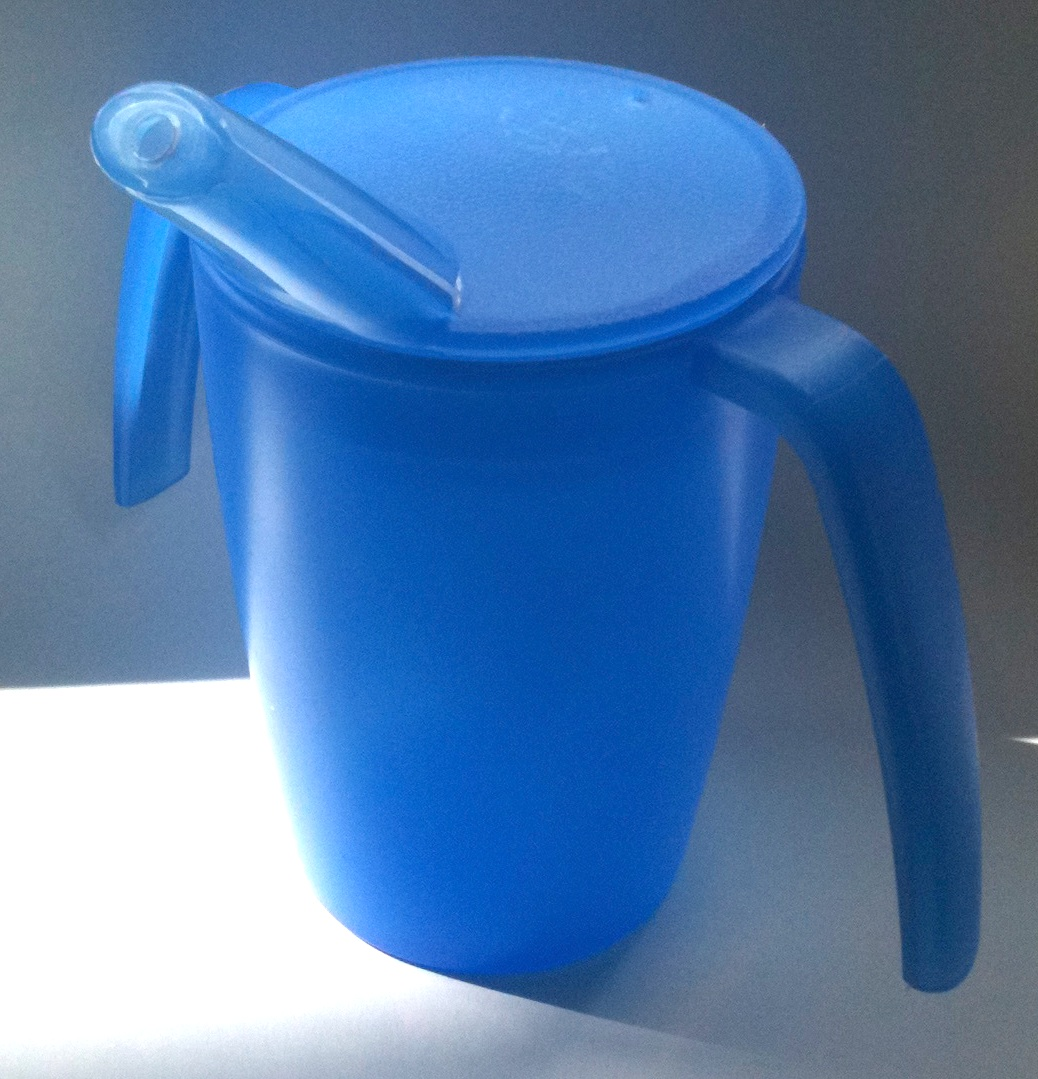
Becher mit Schnabelaufsatz und Henkeln

Schnabeltassen für Trinkkuren:

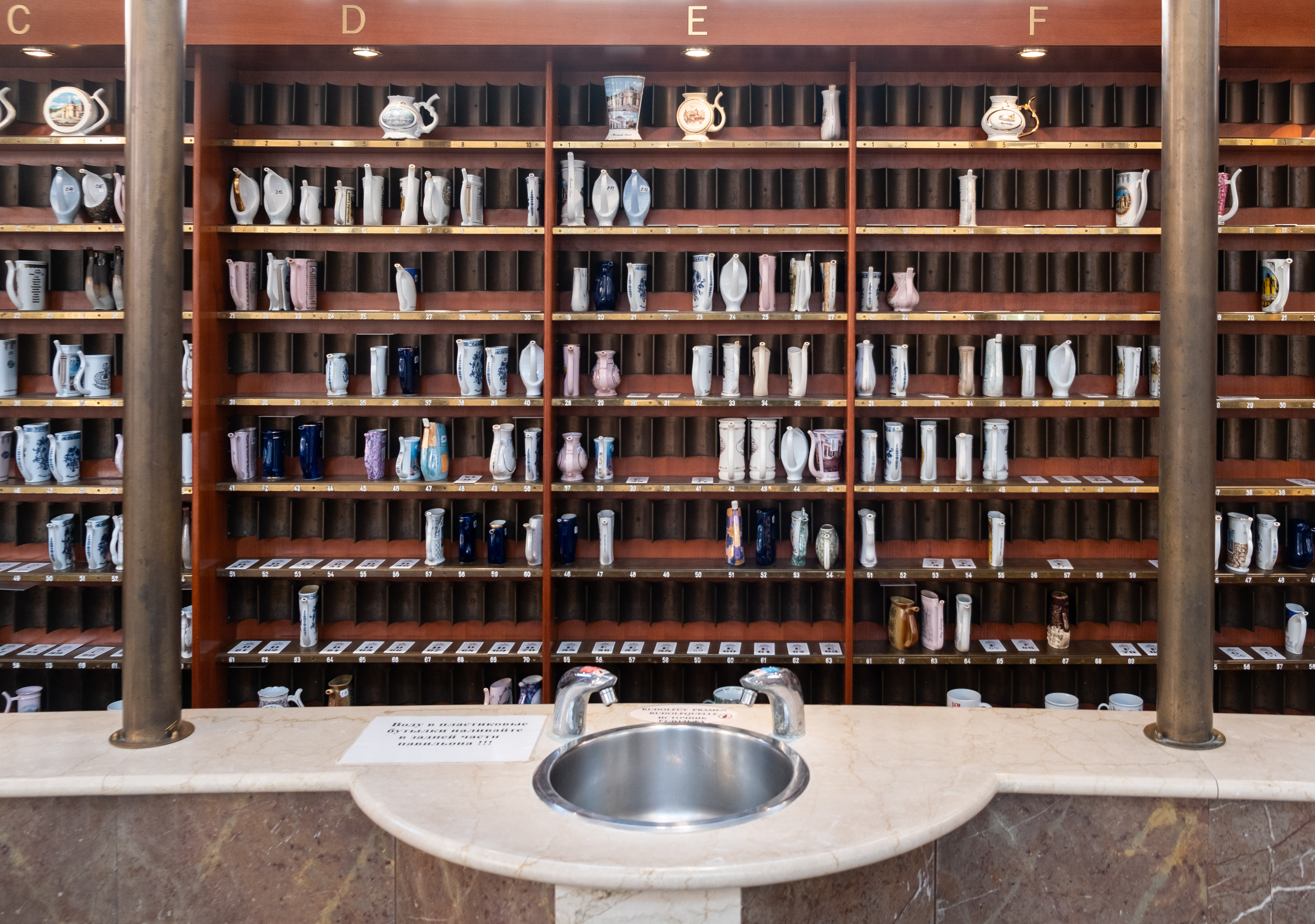
Kur-Schnabeltassen – Marienbad, Kreuzquelle
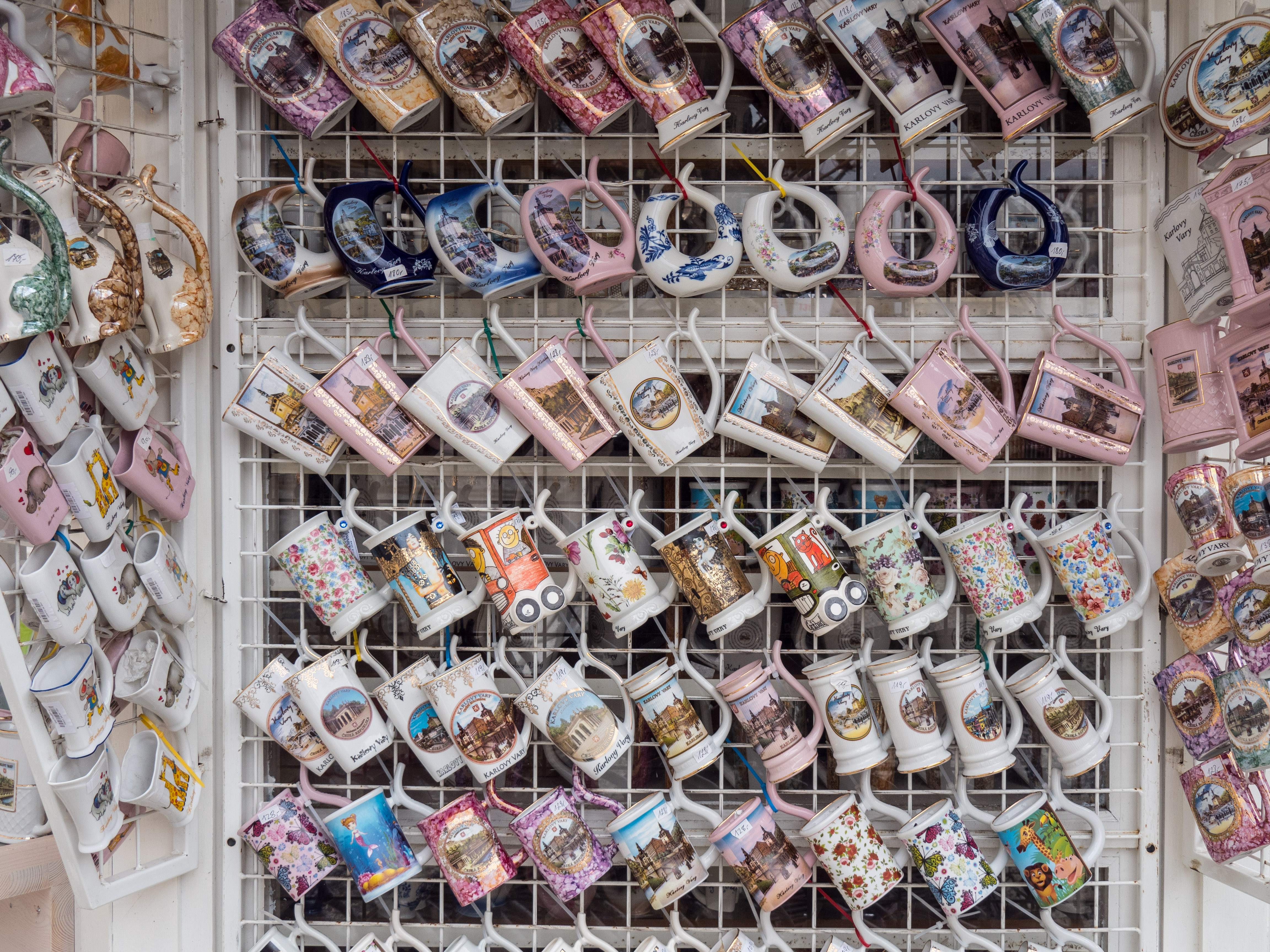
Kur-Schnabeltassen – Karlsbad